# کونستانتنو سابایا
کونستانتنو سابایا (اسپانیایی: Constantino Zaballa‎؛ زادهٔ ۱۵ مهٔ ۱۹۷۸) دوچرخه‌سوار اهل اسپانیا است. وی در مسابقات تور دو فرانس شرکت کرده است.